# Edward Schillebeeckx
Edward Cornelis Florentius Alfonsus Schillebeeckx (12. listopadu 1914, Antverpy – 23. prosince 2009, Nijmegen, Nizozemsko) byl belgický teolog a dominikán.

## Život
Po ukončení humanistických studií v jezuitské koleji v Turnhoutu vstoupil Schillebeeckx ve 20 letech do Řádu kazatelů. Studoval filozofii a teologii v Gentu a Lovani, kde se mu dostalo klasické formace tomistického druhu. Roku 1941 byl vysvěcen na kněze a roku 1943 dosáhl v teologii lektorátu. Začal ihned vyučovat na řádovém učilišti v Lovani. Roku 1951 se stal doktorem teologie v Le Saulchoir, kde navázal přátelství s Marie-Dominikem Chenu. Roku 1956 byl jmenován profesorem dogmatiky na Vyšším institutu náboženských věd lovaňské univerzity. O rok později mu byla nabídnuta katedra dogmatiky a dějin teologie na univerzitě v Nijmegen a následujícího roku získal též katedru křesťanské antropologie na lékařské fakultě téže univerzity.
Kardinál Bernard Jan Alfrink si jej povolal jako svého perita na jednání Druhého vatikánského koncilu a Schillebeeckx se tak stal jednou z významných postav tohoto koncilu. Ke konci koncilu mu byla spolu s Pietem Schoonenbergem svěřena příprava základních linií tzv. Holandského katechismu. Roku 1965 založil spolu s Karlem Rahnerem časopis Concilium.
Publikace knih Jezus, het verhaal van een levende (1974) a Gerechtigheid en liefde. Genade en bevrijding (1977) vyvolala vážnou kritiku mezi katolickými teology. Roku 1978 byl proto povolán do Říma, aby vyjasnil některé body své nauky. Schillebeecx namísto toho poslal do Říma jen malý spisek, v němž odpověděl na christologické námitky.
Po volbě Jana Pavla II. byl Schillebeeckx znovu povolán do Říma, tentokrát uposlechl. Při pohovorech se třemi teology (Deschamps, Patfoort a Galot) měl vyjasnit některé své formulace, které se týkaly božství Ježíše Krista, jeho vědomí, hodnoty oběti Kristovy, ustanovení eucharistie, založení církve, Ježíšova početí a objektivity Ježíšova vzkříšení. Výsledkem pohovorů byl požadavek vůči Schillebeeckovi, aby se napříště držel oficiální nauky katolické církve.

## Dílo
- De sacramentale heilseconomie (Spásná ekonomie svátostí), 1952
- Het huwelijk, aardse werkelijkheid en heilsmysterie (Manželství, pozemská skutečnost a tajemství spásy), 1963
- Openbaring en theologie (Zjevení a teologie), 1964
- God en mens (Bůh a člověk), 1965
- God, the future of man (Bůh, budoucnost člověka), 1968
- Geloofsverstaan: interpretatie en kritiek (Chápání víry: interpretace a kritika), 1972
- Jezus, het verhaal van een levende (Ježíš, dějiny jednoho života), 1974
- Gerechtigheid en liefde; genade en bevrijding, 1980
- Kerkelijk amt (Církevní úřad), 1979
- Pleidooi voor mensen in de kerk, 1985
- Mensen als verhaal van God (Lidé jako Boží příběh), 1989, česky 2008